# Alfonso Ferrabosco
Alfonso Ferrabosco (Bolonya (Reggio-Emília), 18 de gener, 1543 - Idem. 12 d'agost, 1588), va ser un compositor italià. Encara que és famós com el madrigalista italià solitari que treballava a Anglaterra, i el principal responsable del creixement del madrigal allà, també va compondre molta música sacra. També pot haver estat un espia d'Isabel I mentre estava a Itàlia.
El seu pare, Domenico Ferrabosco, i el seu fill, Alfonso el jove també van ser compositors.

## Vida i carrera
Era el fill gran de Domenico Ferrabosco, i membre d'una família aristocràtica bolonyesa que comptava amb molts músics entre els seus membres. Alfonso va néixer a Bolonya. Poc se sap de la seva vida primerenca, però se sap que va passar una part a Roma i una part a Lorena al servei de Carles de Guisa. L'any 1562, probablement amb el seu oncle, va arribar per primera vegada a Anglaterra, on va trobar feina amb Isabel I. Al llarg de la seva vida va fer viatges periòdics a Itàlia, no sense polèmica, ja que evidentment ni el Papa ni la Inquisició van aprovar totalment la seva estada a Anglaterra, que a finals del segle XVI estava activament en guerra amb els països catòlics romans. Mentre estava a Anglaterra, va perdre la seva herència italiana, i mentre estava fora a Itàlia va ser acusat de certs crims a Anglaterra (incloent robar i matar un altre estranger). Tot i que va tenir èxit en netejar el seu nom, va abandonar Anglaterra el 1578 i mai va tornar; va morir a Bolonya.
Molts han dit que era un agent dels serveis secrets d'Elizabeth, que treballava durant una època en què aquesta intel·ligència es necessitava desesperadament; tanmateix, mai s'han produït proves més que circumstancials sobre aquesta al·legació. Sens dubte, estava in-usualment ben pagat per un músic a la cort d'Elizabeth. Els intents d'Elizabeth per aconseguir que tornés a Anglaterra després de 1580 van ser infructuosos.

## Música
Ferrabosco va portar el madrigal a Anglaterra. Tot i que no va començar la bogeria del madrigal allà —que va començar realment el 1588 amb la publicació de la Musica Transalpina de Nicholas Yonge, la popularitat de la qual va ser tal que el madrigal es va convertir instantàniament en el tipus de composició més prevalent a Anglaterra, sí que va plantar les llavors d'aquest desenvolupament. L'estil de Ferrabosco podria haver estat manso i conservador segons els estàndards d'un Luca Marenzio o un Luzzascho Luzzaschi, però era harmoniós amb el gust anglès. La majoria dels seus madrigals eren per a cinc o sis veus, tenien un estil lleuger i ignoraven en gran manera els desenvolupaments progressius a Itàlia com el cromatisme expressiu i la pintura de paraules. Tècnicament eren hàbils, i aquesta és la qualitat que més va impressionar als comentaristes anglesos: "deep skill" era la frase que Thomas Morley va utilitzar per descriure la seva obra quan va publicar diverses de les seves composicions en una col·lecció de 1598, deu anys després de la seva mort. Robert Dow també va incloure dues de les seves obres al seu manuscrit, ara conegut com a "Dow Partbooks".
A més dels madrigals, Ferrabosco va escriure música sacra, incloent motets, lamentacions i diversos himnes, tot en estil vocal a capella. També va escriure música instrumental: fantasies, pavanes, gallardes, In Nomines i passamezzos, per a una varietat de combinacions instrumentals, com ara llaüt i violes.